# Perlice
Perlice (Numididae) – rodzina ptaków z rzędu grzebiących (Galliformes). Obejmuje gatunki występujące wyłącznie w Afryce. Jeden gatunek – perlica zwyczajna – występuje w Afryce i na Półwyspie Arabskim oraz był introdukowany poza jego naturalnym siedliskiem, m.in. na Karaibach, Madagaskarze, w Australii i Nowej Zelandii.
Upierzenie szare, wyglądem przypominają kuropatwy. Są dużymi ptakami mierzącymi od 40 do 72 cm długości i ważącymi do 1,6 kg. Mają małe głowy i nagą skórę na głowie i szyi; większość gatunków na głowie ma też grzebień lub hełm kostny. Ich główny pokarm stanowią owady i nasiona. Gniazdują na ziemi.
Udomowione perlice – zwłaszcza perlica zwyczajna – są popularnymi ptakami hodowlanymi na całym świecie.

## Systematyka
Rodzinę perlic reprezentują cztery rodzaje:
- Numida Linnaeus, 1764 – jedynym przedstawicielem jest Numida meleagris (Linnaeus, 1758) – perlica zwyczajna
- Agelastes Bonaparte, 1850
- Acryllium G.R. Gray, 1840 – jedynym przedstawicielem jest Acryllium vulturinum (Hardwicke, 1834) – perlica sępia
- Guttera Wagler, 1832